# Proteuxoa scotti
Proteuxoa scotti är en fjärilsart som beskrevs av Felder 1874. Proteuxoa scotti ingår i släktet Proteuxoa och familjen nattflyn. Inga underarter finns listade i Catalogue of Life.